# Stříbrnice (district d'Uherské Hradiště)
Pour les articles homonymes, voir Stříbrnice.
Stříbrnice (en allemand : Strzibrnitz, également Silbersfeld ) est une commune du district d'Uherské Hradiště, dans la région de Zlín, en Tchéquie. Sa population s'élevait à 419 habitants en 2020.

## Géographie
Stříbrnice est situé au pied sud du Chřiby, une région montagneuse des Carpates occidentales extérieures, en Slovaquie morave. Le village se trouve dans la vallée du Medlovický potok, à 14 km à l'est d'Uherské Hradiště, à 32 km au sud-ouest de Zlín, à 54 km à l'est-sud-est de Brno et à 237 km au sud-est de Prague.

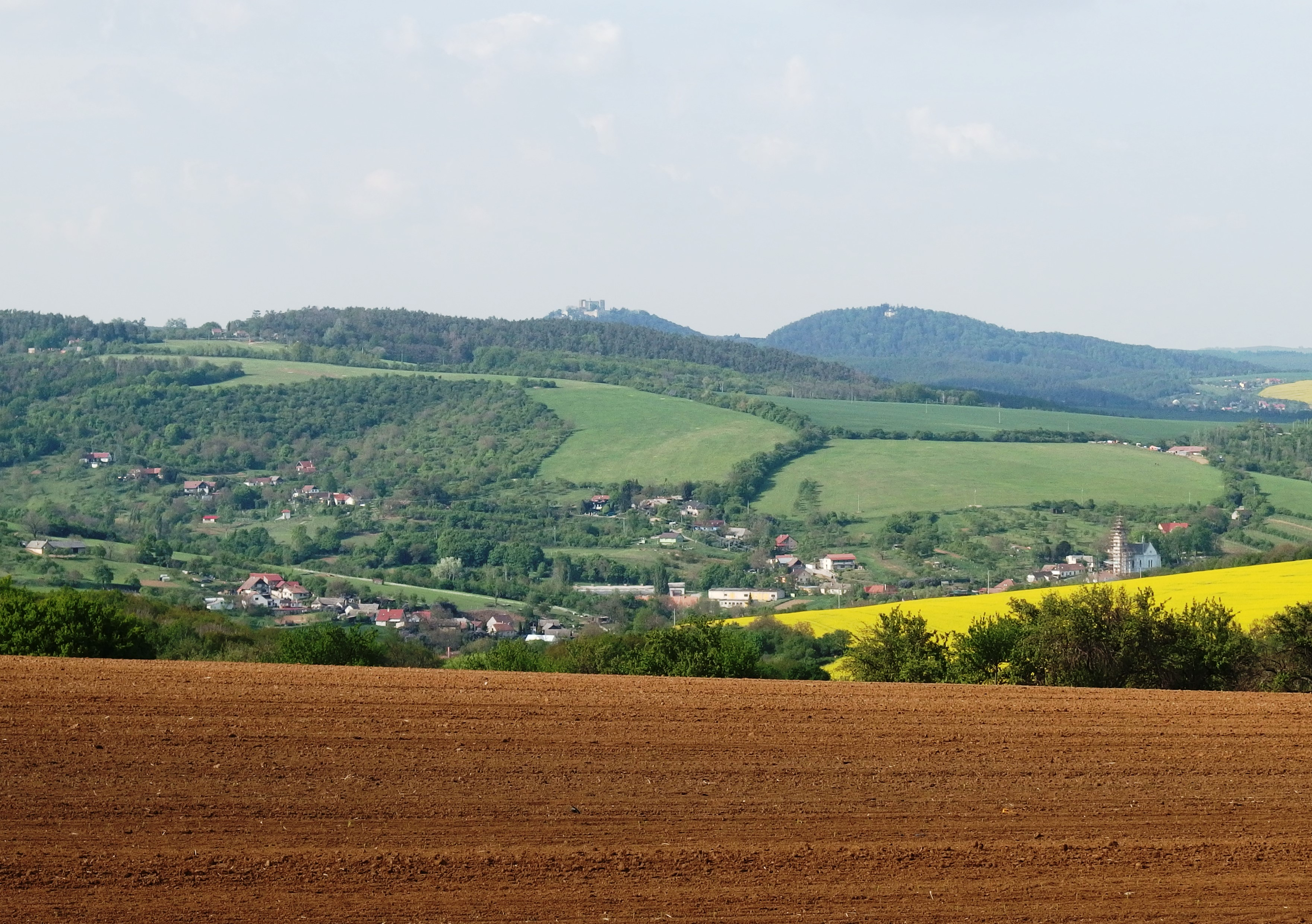
Stříbrnice : vue générale.

La commune est limitée par Buchlovice au nord-ouest et au nord, par Boršice et Tučapy à l'est, par Polešovice et Vážany au sud, et par Újezdec et Medlovice à l'ouest.

## Histoire
La première mention écrite du village date de 1128.